# Вікімарафон

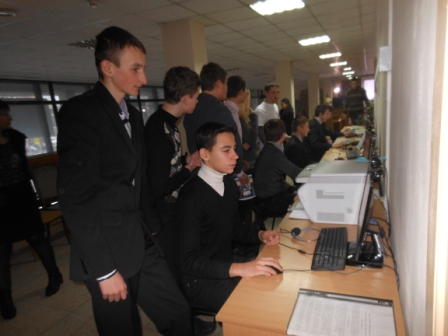
Учасники українського вікімарафону у Черкасах, 2015

Учасники українського вікімарафону у Києві, 2017

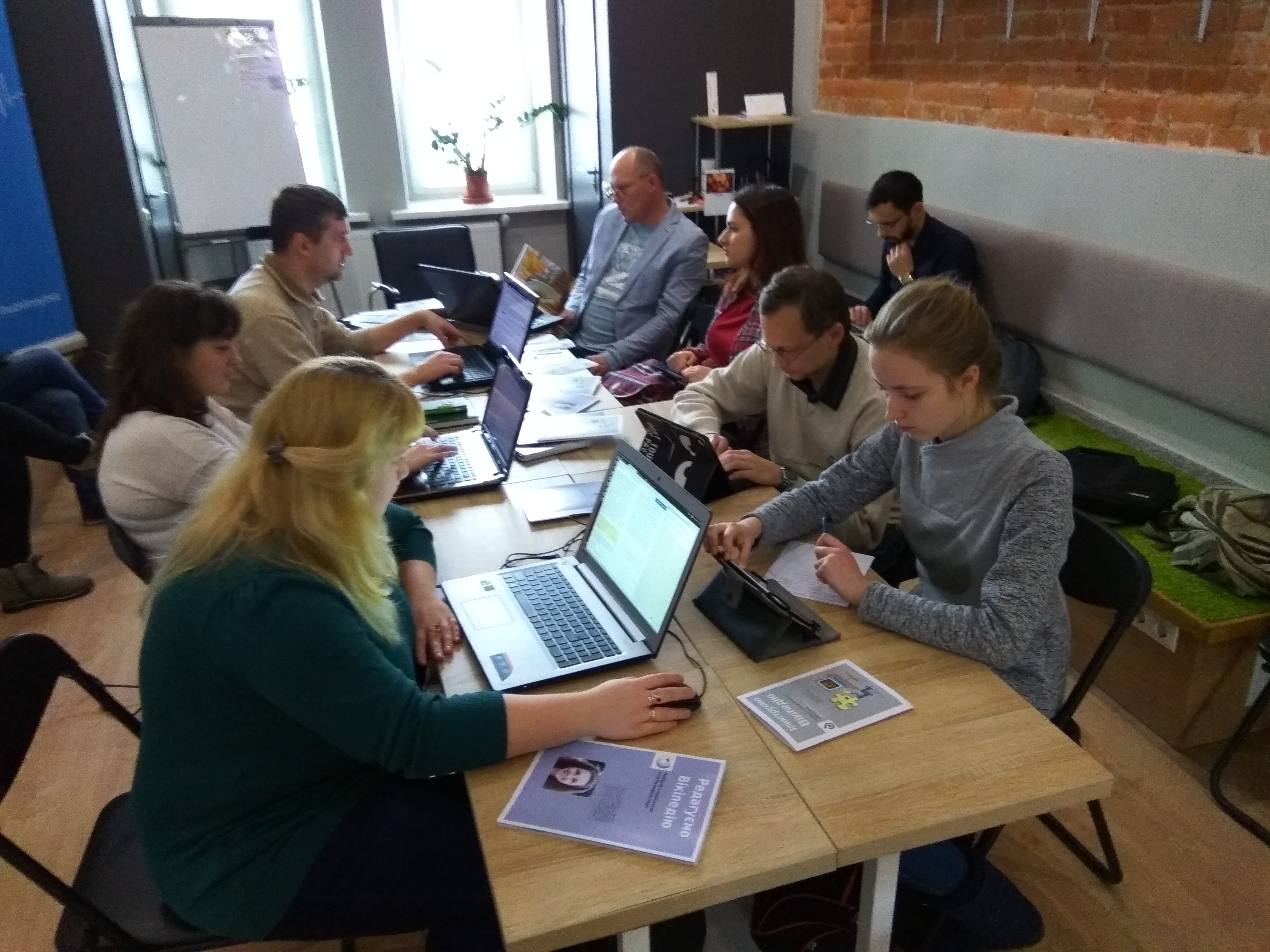
Учасники українського вікімарафону у Вінниці, 2017

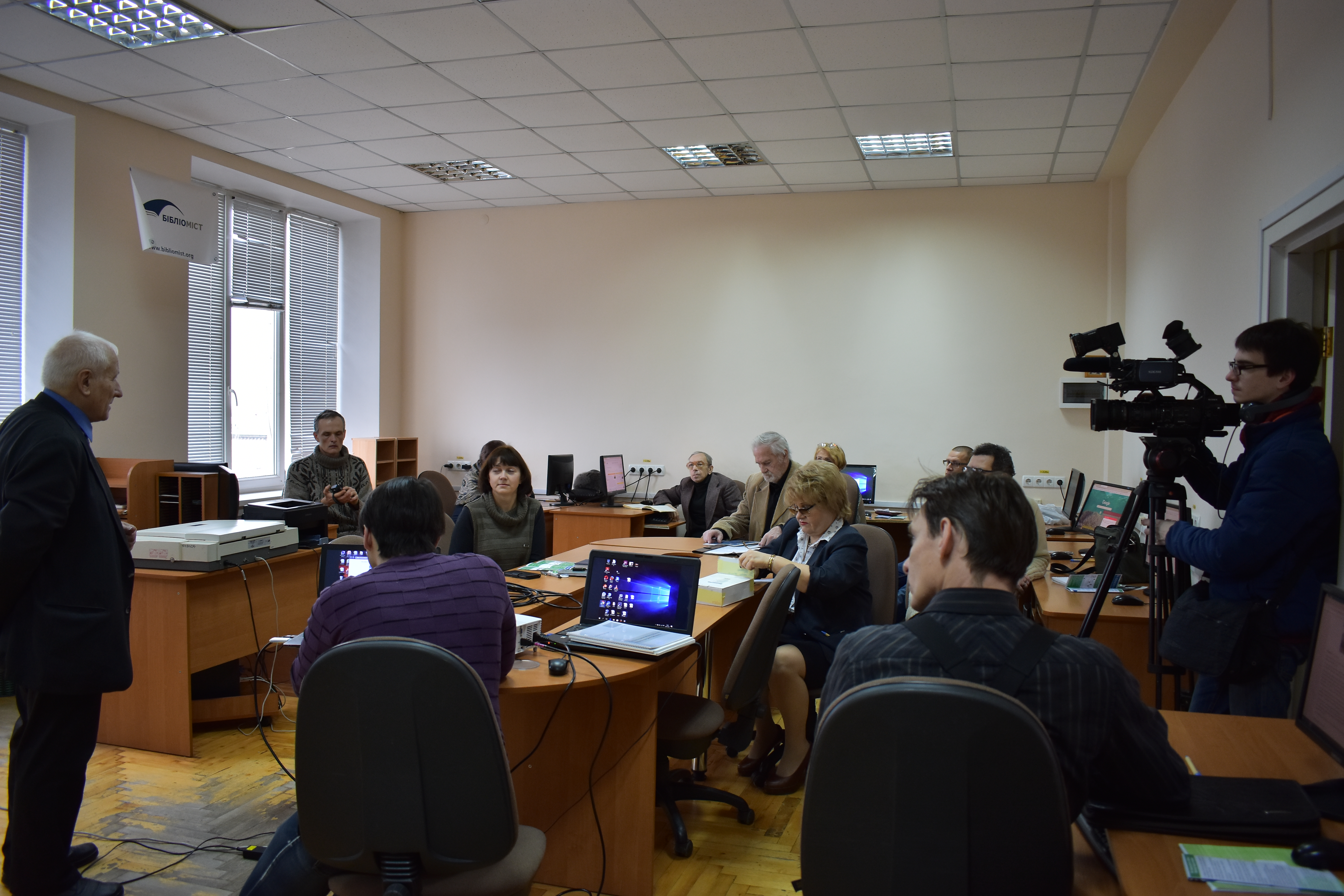
Під час Вікімарафону у Запорізькій ОУНБ, 2019

Вікімарафон (вікі–марафон, від англ. edit-a-thon, едитатон, дослівно укр. редафон / редатон) — захід, що організовується онлайн співтовариством якого-небудь проекту, в ході якого учасники спільно редагують або покращують проект. Часто в ході таких заходів проводиться майстер-клас для новачків за основними прийомам редагування у вікі. Серед проектів, у спільнотах яких поширено проведення вікімарафонів: Вікіпедія, OpenStreetMap та LocalWiki.
Англомовна назва «Edit-a-thon» або «Editathon» є скороченням від слів «edit» (укр. редагувати) та «marathon» (укр. марафон).
Також подібні заходи проходять під назвами WikiDay та Вікіфлешмоб.

## Різновиди
Вікипедійні вікімарафони проводяться в штаб-квартирах регіональних організацій Фонду Вікімедіа або у закладах культури, бібліотеках, музеях, архівах. Як правило вікімарафони присвячені до якоїсь дати та пов'язані з певной темою: місцеві визначні пам'ятки, мистецтво, музейні колекції, та іншим темам. Іноді такі заходи організовуються вікі-резидентами.
Велику кількість "едіт-а-тонів" проводить спільнота OpenStreetMap.

## Відомі приклади
8 грудня 2016 року британська медіакорпорація «Бі-Бі-Сі» провела всесвітній вікімарафон, присвячений жінкам у Вікіпедії. Журналісти закликали до редагування жінок-добровольців з усього світу, запросили деяких з них у свої регіональні редакції, вели ефіри. До присутніх звертався творець Вікіпедії Джимбо Вейлз. У підсумку було одноразово створено або покращено більше 400 біографічних статей про жінок, що було визнано рекордом.

## Вікімарафони української Вікіпедії
В Україні концепцію масштабної акції із спільного редагування статей Вікіпедії он-лайн товариством запропонував Ігор Костенко у листі від 1 серпня 2013 року і більш розгорнуто — на службових сторінках української Вікіпедії 3 серпня 2013. Проте концепцію Ігоря Костенка вдалося втілити лише після його загибелі у протистоянні на Євромайдані. Акція пройшла у квітні 2014 року під назвою «Вікіфлешмоб» і була присвячена пам'яті Ігоря Костенка.
Починаючи з 2015 року подібні заходи проводяться до дня заснування української Вікіпедії (30 січня). 2015 і 2016 року ці заходи проходили під назвою «Вікіфлешмоб», а починаючи з 2017 — під назвою «Вікімарафон».